# Etihad Towers
Las Etihad Towers son un complejo de edificios con cinco torres situado en Abu Dhabi, la capital de Emiratos Árabes Unidos. 
El costo estimado de la construcción fue de 2.5 mil millones de dirhams.

## Uso
En noviembre de 2011, se abrió en la torre 2 el Jumeirah Etihad Towers Hotel, que pertenece al Grupo Jumeirah. El edificio posee también una plataforma de observación en la planta 74 que está conectado directamente al hotel.
- Torre 1: 69 plantas, 278 metros
- Torre 2: 80 plantas, 305 metros
- Torre 3: 60 plantas, 260 metros
- Torre 4: 66 plantas, 234 metros
- Torre 5: 61 plantas, 218 metros